# Cadillon
Cadillon é uma comuna francesa na região administrativa da Nova Aquitânia, no departamento dos Pirenéus Atlânticos. Estende-se por uma área de 5,47 km². Em 2010 a comuna tinha 116 habitantes (densidade: 21,2 hab./km²).